# Công nhận quốc tế đối với Kosovo
Kể từ khi tuyên bố độc lập khỏi Serbia (ban hành ngày 17 tháng 2 năm 2008), sự thừa nhận quốc tế về Kosovo khác nhau và cộng đồng quốc tế tiếp tục bị chia rẽ về vấn đề này.
Từ ngày 2 tháng 3 năm 2020, Cộng hòa Kosovo được công nhận bởi 97 trong số 193 (50%) quốc gia thành viên Liên Hợp Quốc (UN) vì số lượng các quốc gia công nhận nó đã giảm. 15 quốc gia đã rút hoặc đình chỉ công nhận Cộng hòa Kosovo. 22 trong số 27 (81%) các nước thành viên Liên minh châu Âu (EU), 26 trong số 30 (87%) các nước thành viên NATO và 34 trong số 57 (60%) các quốc gia thành viên của Tổ chức Hợp tác Hồi giáo (OIC) đã công nhận Kosovo. Chính phủ Serbia không công nhận Kosovo là một quốc gia có chủ quyền, nhưng đã bắt đầu bình thường hóa quan hệ với Chính phủ Kosovo theo Hiệp định Brussels.

## Công nhận bởi các thực thể có chủ quyền

### Các quốc gia thừa nhận Kosovo là một quốc gia độc lập

Bản đồ các quốc gia đã công nhận sự độc lập của Kosovo (từ tháng 3 năm 2020)
Kosovo
Các quốc gia công nhận Kosovo là độc lập
Các quốc gia không công nhận Kosovo là độc lập.
Các quốc gia từng công nhận Kosovo là độc lập và sau đó rút lại quyết định

#### Các quốc gia thành viên của Liên hợp quốc
| #     | Quốc gia             | Ngày công nhận       | Tham khảo         |
| ----- | -------------------- | -------------------- | ----------------- |
| 1–8   | Afghanistan          | 18 tháng 2 năm 2008  | [ 5 ]             |
| 1–8   | Albania              | 18 tháng 2 năm 2008  | [ 6 ]             |
| 1–8   | Costa Rica           | 18 tháng 2 năm 2008  | [ 7 ]             |
| 1–8   | Pháp                 | 18 tháng 2 năm 2008  | [ 8 ]             |
| 1–8   | Sénégal              | 18 tháng 2 năm 2008  | [ 9 ]             |
| 1–8   | Thổ Nhĩ Kỳ           | 18 tháng 2 năm 2008  | [ 10 ]            |
| 1–8   | Anh Quốc             | 18 tháng 2 năm 2008  | [ 11 ]            |
| 1–8   | Hoa Kỳ               | 18 tháng 2 năm 2008  | [ 12 ]            |
| 9     | Úc                   | 19 tháng 2 năm 2008  | [ 13 ]            |
| 10–11 | Latvia               | 20 tháng 2 năm 2008  | [ 14 ]            |
| 10–11 | Đức                  | 20 tháng 2 năm 2008  | [ 15 ]            |
| 12–15 | Estonia              | 21 tháng 2 năm 2008  | [ 16 ]            |
| 12–15 | Ý                    | 21 tháng 2 năm 2008  | [ 17 ]            |
| 12–15 | Đan Mạch             | 21 tháng 2 năm 2008  | [ 18 ]            |
| 12–15 | Luxembourg           | 21 tháng 2 năm 2008  | [ 19 ]            |
| 16    | Perú                 | 22 tháng 2 năm 2008  | [ 20 ]            |
| 17    | Bỉ                   | 24 tháng 2 năm 2008  | [ 21 ]            |
| 18    | Ba Lan               | 26 tháng 2 năm 2008  | [ 22 ]            |
| 19    | Thụy Sĩ              | 27 tháng 2 năm 2008  | [ cần dẫn nguồn ] |
| 20    | Áo                   | 28 tháng 2 năm 2008  | [ 23 ]            |
| 21    | Ireland              | 29 tháng 2 năm 2008  | [ 24 ]            |
| 22    | Thụy Điển            | 4 tháng 3 năm 2008   | [ 25 ]            |
| 23    | Hà Lan               | 4 tháng 3 năm 2008   | [ 26 ]            |
| 24    | Iceland              | 5 tháng 3 năm 2008   | [ 27 ]            |
| 25    | Slovenia             | 5 tháng 3 năm 2008   | [ 28 ]            |
| 26    | Phần Lan             | 7 tháng 3 năm 2008   | [ 29 ]            |
| 27-28 | Canada               | 18 tháng 3 năm 2008  | [ 30 ]            |
| 27-28 | Nhật Bản             | 18 tháng 3 năm 2008  | [ 31 ]            |
| 29-31 | Monaco               | 19 tháng 3 năm 2008  | [ 32 ]            |
| 29-31 | Hungary              | 19 tháng 3 năm 2008  | [ 33 ]            |
| 29-31 | Croatia              | 19 tháng 3 năm 2008  | [ 34 ]            |
| 32    | Bulgaria             | 20 tháng 3 năm 2008  | [ 35 ]            |
| 33    | Liechtenstein        | 25 tháng 3 năm 2008  | [ 36 ]            |
| 34-35 | Hàn Quốc             | 28 tháng 3 năm 2008  | [ 37 ]            |
| 34-35 | Na Uy                | 28 tháng 3 năm 2008  | [ 38 ]            |
| 36    | Quần đảo Marshall    | 17 tháng 4 năm 2008  |                   |
| 37    | Burkina Faso         | 23 tháng 4 năm 2008  | [ 39 ]            |
| 38    | Litva                | 6 tháng 5 năm 2008   | [ 40 ]            |
| 39    | San Marino           | 12 tháng 5 năm 2008  | [ 41 ]            |
| 40    | Séc                  | 21 tháng 5 năm 2008  | [ 42 ]            |
| 41    | Liberia              | 30 tháng 5 năm 2008  | [ fn 1 ]          |
| 42    | Colombia             | 4 tháng 8 năm 2008   | [ 45 ]            |
| 43    | Belize               | 7 tháng 8 năm 2008   | [ 46 ]            |
| 44    | Malta                | 22 tháng 8 năm 2008  | [ 47 ]            |
| 45    | Samoa                | 15 tháng 9 năm 2008  | [ 48 ]            |
| 46    | Bồ Đào Nha           | 7 tháng 10 năm 2008  | [ 49 ]            |
| 47-48 | Montenegro           | 9 tháng 10 năm 2008  | [ 50 ]            |
| 47-48 | Macedonia            | 9 tháng 10 năm 2008  | [ 51 ]            |
| 49    | UAE                  | 14 tháng 10 năm 2008 | [ 52 ]            |
| 50    | Malaysia             | 30 tháng 10 năm 2008 | [ 53 ]            |
| 51    | Liên bang Micronesia | 5 tháng 12 năm 2008  | [ 54 ]            |
| 52    | Panamá               | 16 tháng 1 năm 2009  | [ 55 ]            |
| 53    | Maldives             | 19 tháng 2 năm 2009  | [ 56 ]            |
| 54    | Gambia               | 7 tháng 4 năm 2009   | [ 57 ]            |
| 55    | Ả Rập Xê Út          | 20 tháng 4 năm 2009  | [ 58 ]            |
| 56    | Bahrain              | 19 tháng 5 năm 2009  | [ 59 ]            |
| 57    | Jordan               | 7 tháng 7 năm 2009   | [ 60 ]            |
| 58    | Cộng hòa Dominica    | 10 tháng 7 năm 2009  | [ 61 ]            |
| 59    | New Zealand          | 9 tháng 11 năm 2009  | [ 62 ]            |
| 60    | Malawi               | 14 tháng 12 năm 2009 | [ 63 ]            |
| 61    | Mauritanie           | 12 tháng 1 năm 2010  | [ 64 ]            |
| 62    | Eswatini             | 12 tháng 4 năm 2010  | [ 65 ]            |
| 63    | Vanuatu              | 28 tháng 4 năm 2010  | [ 66 ]            |
| 64    | Djibouti             | 8 tháng 5 năm 2010   | [ 67 ]            |
| 65    | Somalia              | 19 tháng 5 năm 2010  | [ 68 ]            |
| 66    | Honduras             | 3 tháng 9 năm 2010   | [ 69 ]            |
| 67    | Kiribati             | 21 tháng 10 năm 2010 | [ 70 ] [ 71 ]     |
| 68    | Tuvalu               | 18 tháng 11 năm 2010 | [ 72 ]            |
| 69    | Qatar                | 7 tháng 1 năm 2011   | [ 73 ]            |
| 70    | Guiné-Bissau         | 10 tháng 1 năm 2011  | [ 74 ] [ fn 2 ]   |
| 71    | Andorra              | 8 tháng 6 năm 2011   | [ 80 ]            |
| 72    | Guinée               | 12 tháng 8 năm 2011  | [ 81 ] [ 82 ]     |
| 73    | Niger                | 15 tháng 8 năm 2011  | [ 81 ] [ 83 ]     |
| 74    | Bénin                | 18 tháng 8 năm 2011  | [ 84 ]            |
| 75    | Saint Lucia          | 19 tháng 8 năm 2011  | [ 85 ]            |
| 76    | Gabon                | 15 tháng 9 năm 2011  | [ 86 ] [ 87 ]     |
| 77    | Bờ Biển Ngà          | 16 tháng 9 năm 2011  | [ 88 ] [ 89 ]     |
| 78    | Kuwait               | 11 tháng 10 năm 2011 | [ 90 ]            |
| 79    | Haiti                | 10 tháng 2 năm 2012  | [ 91 ]            |
| 80    | Brunei               | 25 tháng 4 năm 2012  | [ 92 ]            |
| 81    | Tchad                | 1 tháng 6 năm 2012   | [ 93 ]            |
| 82    | Đông Timor           | 20 tháng 9 năm 2012  | [ 94 ] [ 95 ]     |
| 83    | Fiji                 | 19 tháng 11 năm 2012 | [ 96 ] [ 97 ]     |
| 84    | Saint Kitts và Nevis | 28 tháng 11 năm 2012 | [ 98 ] [ 99 ]     |
| 85    | Pakistan             | 24 tháng 12 năm 2012 | [ 100 ] [ 101 ]   |
| 86    | Tanzania             | 29 tháng 5 năm 2013  | [ 102 ]           |
| 87    | Guyana               | 13 tháng 6 năm 2013  | [ 103 ]           |
| 88    | Yemen                | 11 tháng 6 năm 2013  | [ 104 ] [ 105 ]   |
| 89    | Ai Cập               | 26 tháng 6 năm 2013  | [ 106 ]           |
| 90    | Thái Lan             | 24 tháng 9 năm 2013  | [ 107 ] [ 108 ]   |
| 91    | Libya                | 25 tháng 9 năm 2013  | [ 109 ]           |
| 92    | El Salvador          | 18 tháng 10 năm 2014 | [ 110 ]           |
| 93    | Antigua và Barbuda   | 20 tháng 5 năm 2015  | [ 111 ]           |
| 94    | Singapore            | 1 tháng 12 năm 2016  | [ 112 ]           |
| 95    | Bangladesh           | 27 tháng 2 năm 2017  | [ 113 ]           |
| 96    | Barbados             | 15 tháng 2 năm 2018  | [ 114 ]           |
| 97    | Israel               | 4 tháng 9 năm 2020   | [ 115 ]           |

Ghi chú
1. ↑  In June 2018, following a meeting between Liberian Foreign Minister Gbehzohngar Milton Findley and Serbian Foreign Minister Ivica Dacic, a note from the Ministry of Foreign Affairs of Liberia was published which stated in part that it "annuls its letter of recognition of Kosovo."[43] A few days latter, Liberia's MFA posted a notice on its website saying that it wished "to refute reports in some international and social media of its revocation of diplomatic relations with the Republic of Kosovo."[44]
2. ↑  In a letter dated 21 November 2017, the Ministry of Foreign Affairs of Guinea-Bissau informed Kosovo that it had withdrawn its recognition.[75][76][77] On 2 February 2018, Kosovo's MFA announced that it had received a new note verbale from Guinea-Bissau stating that the previous note revoking recognition had no effect.[78][79]

##### Rút công nhận
| #  | Quốc gia hoặc thực thể | Ngày công nhận       | Ngày rút công nhận   | Tham khảo                       |
| -- | ---------------------- | -------------------- | -------------------- | ------------------------------- |
| 1  | Suriname               | 8 tháng 7 năm 2016   | 27 tháng 10 năm 2017 | [ 116 ] [ 117 ] [ 118 ] [ 119 ] |
| 2  | Burundi                | 16 tháng 10 năm 2012 | 15 tháng 2 năm 2018  | [ 120 ] [ 121 ] [ 122 ]         |
| 3  | Papua New Guinea       | 3 tháng 10 năm 2012  | 5 tháng 7 năm 2018   | [ 123 ]                         |
| 4  | Lesotho                | 11 tháng 2 năm 2014  | 16 tháng 10 năm 2018 | [ 124 ] [ 125 ] [ 126 ]         |
| 5  | Comoros                | 14 tháng 5 năm 2009  | 1 tháng 11 năm 2018  | [ 127 ] [ 128 ] [ 129 ] [ 130 ] |
| 6  | Dominica               | 11 tháng 12 năm 2012 | 2 tháng 11 năm 2018  | [ 131 ] [ 132 ] [ 133 ] [ 134 ] |
| 7  | Grenada                | 25 tháng 9 năm 2013  | 4 tháng 11 năm 2018  | [ 135 ] [ 136 ]                 |
| 8  | Quần đảo Solomon       | 13 tháng 8 năm 2014  | 28 tháng 11 năm 2018 | [ 137 ] [ 138 ]                 |
| 9  | Madagascar             | 24 tháng 11 năm 2017 | 7 tháng 12 năm 2018  | [ 139 ]                         |
| 10 | Palau                  | 6 tháng 3 năm 2009   | 17 tháng 1 năm 2019  | [ 140 ] [ 141 ]                 |
| 11 | Togo                   | 14 tháng 7 năm 2014  | 28 tháng 6 năm 2019  | [ 142 ] [ 143 ] [ 144 ]         |
| 12 | Trung Phi              | 22 tháng 7 năm 2011  | 24 tháng 7 năm 2019  | [ 145 ] [ 146 ] [ 147 ]         |
| 13 | Ghana                  | 23 tháng 1 năm 2012  | 7 tháng 11 năm 2019  | [ 148 ] [ 149 ] [ 150 ] [ 151 ] |
| 14 | Nauru                  | 23 tháng 4 năm 2008  | 13 tháng 11 năm 2019 | [ 152 ] [ 153 ] [ 154 ]         |
| 15 | Sierra Leone           | 11 tháng 3 năm 2008  | 2 tháng 3 năm 2020   | [ 155 ] [ 156 ] [ 157 ] [ 158 ] |

##### Các quốc gia và thực thể khác
| Quốc gia hoặc thực thể | Ngày công nhận      | Tham khảo       |
| ---------------------- | ------------------- | --------------- |
| Đài Loan (Đài Loan)    | 19 tháng 2 năm 2008 | [ 159 ] [ 160 ] |
| Cook Islands           | 18 tháng 5 năm 2015 | [ 161 ]         |
| Niue                   | 23 tháng 6 năm 2015 | [ 162 ]         |